# Saison 1984 de l'ATP

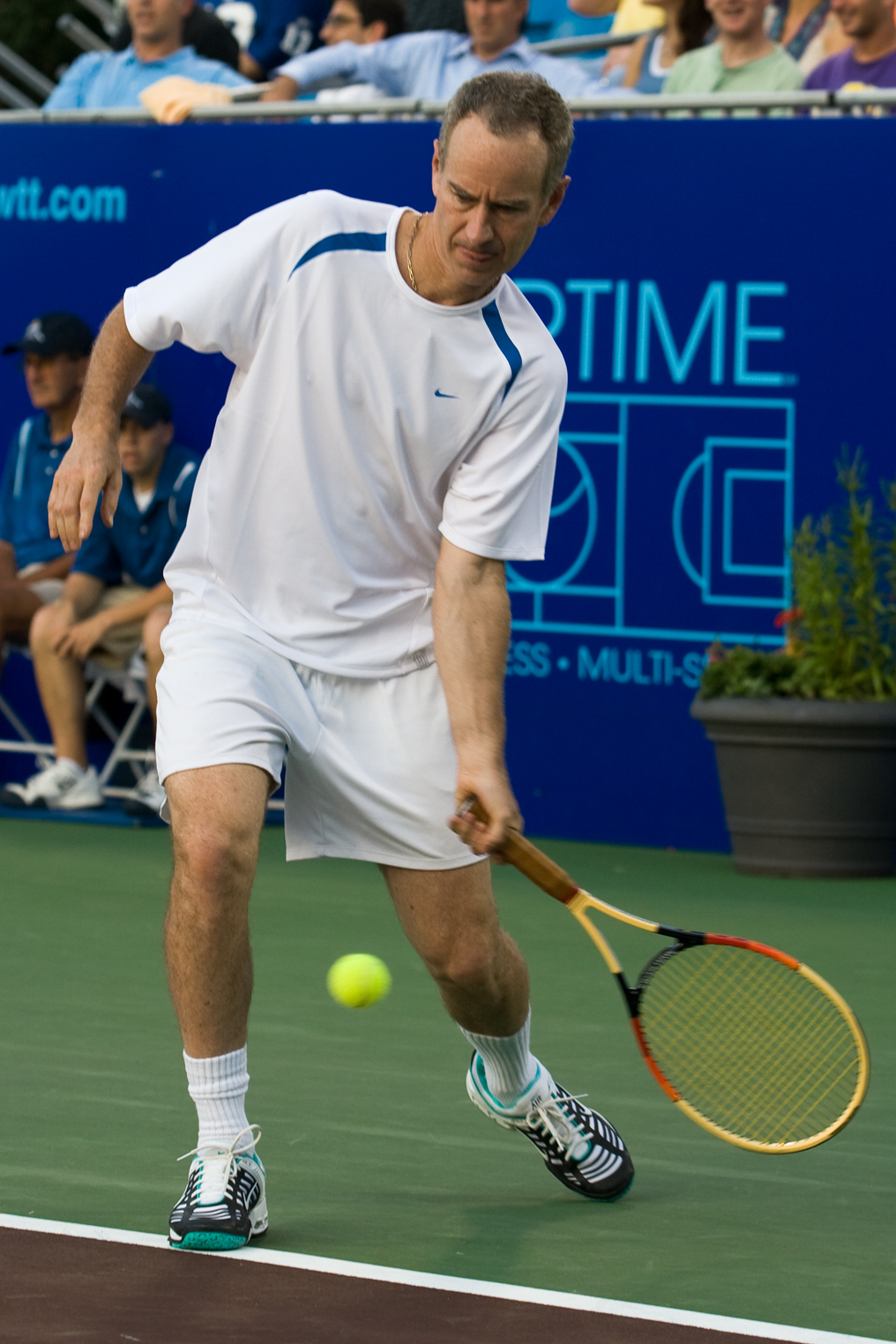
John McEnroe.

Résultats des principaux tournois de tennis organisés par l'ATP en 1984. Cette année-là marque la domination de John McEnroe qui remporte le tournoi de Wimbledon et l'US Open, et qui réalise le meilleur ratio de l'histoire du tennis (82 victoires pour trois défaites ; 96,5 %), ne subissant sa première défaite qu'en finale de Roland-Garros contre son éternel rival, Ivan Lendl. Néanmoins, il est suspendu plusieurs semaines et manquera l'Open d'Australie pour asseoir sa domination. 
Ivan Lendl remporte son premier tournoi du Grand Chelem contre McEnroe en finale de Roland-Garros. 
Mats Wilander remporte l'Open d'Australie.
Jimmy Connors parvient une dernière fois en finale de Grand Chelem mais ne peut rien face à McEnroe qui prend sa revanche par rapport à la finale de 1982 remportée par Connors, et termine no 2 mondial, derrière John McEnroe. C'est la 12ème et dernière année consécutive que Jimmy Connors termine dans le top 3 mondiale, un record toujours inégalé. 
La finale du Tournoi de Rotterdam entre Jimmy Connors et Ivan Lendl fut interrompu à la suite d'une alerte à la bombe alors que Lendl menait 6-0, 1-0. La finale ne fut pas terminée et aucun vainqueur ne fut déclaré.

## Résultats
| Date  | Tournoi          | Tournoi | Dotation    | Surface      | Vainqueur             | Vainqueur | Finaliste        | Finaliste | Score                   | Tableau |
| ----- | ---------------- | ------- | ----------- | ------------ | --------------------- | --------- | ---------------- | --------- | ----------------------- | ------- |
| 10/01 | Auckland         |         | $75 000     | Dur          | Danny Saltz           |           | Chip Hooper      |           | 4-6, 6-3, 6-4, 6-4      |         |
| 23/01 | Philadelphie     |         | $300 000    | Synthétique  | John McEnroe          |           | Ivan Lendl       |           | 6-3, 3-6, 6-3, 7-6      |         |
| 06/02 | Memphis          |         | $ 250 000   | Synthétique  | Jimmy Connors         |           | Henri Leconte    |           | 6-3, 4-6, 7-5           |         |
| 13/02 | La Quinta        |         | $200 000    | Dur          | Jimmy Connors         |           | Yannick Noah     |           | 6-2, 6-7, 6-3           |         |
| 27/02 | Madrid           |         | $200 000    | Synthétique  | John McEnroe          |           | Tomáš Šmíd       |           | 6-0, 6-4, 7-6           |         |
| 05/03 | Bruxelles        |         | $250 000    | Synthétique  | John McEnroe          |           | Ivan Lendl       |           | 6-1, 6-3                |         |
| 12/03 | Metz             |         | $75 000     | Synthétique  | Ramesh Krishnan       |           | Jan Gunnarsson   |           | 6-3, 6-3                |         |
| 12/03 | Rotterdam        |         | $250 000    | Synthétique  | Ivan Lendl            |           | Jimmy Connors    |           | non terminée            |         |
| 19/03 | Milan            |         | $350 000    | Synthétique  | Stefan Edberg         |           | Mats Wilander    |           | 6-4, 6-2                |         |
| 26/03 | Boca West        |         | $350 000    | Dur          | Jimmy Connors         |           | Johan Kriek      |           | 7-5, 6-4                |         |
| 02/04 | Bari             |         |             | Terre battue | Henrik Sundström      |           | Pedro Rebolledo  |           | 7-6, 6-4                |         |
| 09/04 | Nice             |         |             | Terre battue | Andrés Gómez          |           | Henrik Sundström |           | 6-1, 6-4                |         |
| 09/04 | Luxembourg       |         |             | Synthétique  | Ivan Lendl            |           | Tomáš Šmíd       |           | 6-4, 6-4                |         |
| 16/04 | Monte-Carlo      |         |             | Terre battue | Henrik Sundström      |           | Mats Wilander    |           | 6-3, 7-5, 6-2           |         |
| 23/04 | Aix-en-Provence  |         |             | Terre battue | Juan Aguilera         |           | Fernando Luna    |           | 6-4, 7-5                |         |
| 07/05 | Hambourg         |         |             | Terre battue | Juan Aguilera         |           | Henrik Sundström |           | 6-4, 2-6, 2-6, 6-4, 6-4 |         |
| 14/05 | Rome             |         |             | Terre battue | Andrés Gómez          |           | Aaron Krickstein |           | 2-6, 6-1, 6-2, 6-2      |         |
| 28/05 | Roland-Garros    |         | $ 875 000   | Terre battue | Ivan Lendl            |           | John McEnroe     |           | 3-6, 2-6, 6-4, 7-5, 7-5 | Tableau |
| 11/06 | Queen's          |         |             | Gazon        | John McEnroe          |           | Leif Shiras      |           | 6-1, 3-6, 6-2           |         |
| 18/06 | Bristol          |         |             | Gazon        | Johan Kriek           |           | Brian Teacher    |           | 6-7, 7-6, 6-4           |         |
| 25/06 | Wimbledon        |         | $ 993 365   | Gazon        | John McEnroe          |           | Jimmy Connors    |           | 6-1, 6-1, 6-2           | Tableau |
| 09/07 | Gstaad           |         | $100 000    | Terre battue | Joakim Nyström        |           | Brian Teacher    |           | 6-4, 6-2                |         |
| 09/07 | Newport          |         | $100 000    | Gazon        | Vijay Amritraj        |           | Tim Mayotte      |           | 3-6, 6-4, 6-4           |         |
| 16/07 | Stuttgart        |         | $100 000    | Terre battue | Henri Leconte         |           | Gene Mayer       |           | 7-6, 6-0, 1-6, 6-1      |         |
| 16/07 | Bastad           |         | $75 000     | Terre battue | Henrik Sundström      |           | Anders Järryd    |           | 3-6, 7-5, 6-3           |         |
| 16/07 | Boston           |         | $200 000    | Terre battue | Aaron Krickstein      |           | José Luis Clerc  |           | 7-6, 3-6, 6-4           |         |
| 23/07 | Washington       |         | $200 000    | Terre battue | Andrés Gómez          |           | Aaron Krickstein |           | 6-2, 6-2                |         |
| 23/07 | Hilversum        |         | $75 000     | Terre battue | Anders Järryd         |           | Tomáš Šmíd       |           | 6-2, 6-2, 2-6, 6-2      |         |
| 23/07 | Kitzbühel        |         | $100 000    | Terre battue | José Higueras         |           | Víctor Pecci     |           | 7-5, 3-6, 6-1           |         |
| 06/08 | Indianapolis     |         |             | Terre battue | Andrés Gómez          |           | Balázs Taróczy   |           | 6-0, 7-6                |         |
| 13/08 | Toronto          |         |             | Dur          | John McEnroe          |           | Vitas Gerulaitis |           | 6-0, 6-3                |         |
| 20/08 | Cincinnati       |         |             | Dur          | Mats Wilander         |           | Anders Järryd    |           | 7-6, 6-3                |         |
| 27/08 | US Open          |         | $ 1 066 676 | Dur          | John McEnroe          |           | Ivan Lendl       |           | 6-3, 6-4, 6-1           | Tableau |
| 09/09 | Los Angeles      |         |             | Dur          | Jimmy Connors         |           | Eliot Teltscher  |           | 6-4, 4-6, 6-4           |         |
| 09/09 | Tel Aviv         |         |             | Dur          | Aaron Krickstein      |           | Shahar Perkiss   |           | 6-4, 6-1                |         |
| 09/09 | Palerme          |         |             | Terre battue | Francesco Cancellotti |           | Miloslav Mečíř   |           | 6-0, 6-3                |         |
| 15/10 | Tokyo            |         |             | Dur          | Jimmy Connors         |           | Ivan Lendl       |           | 6-4, 6-3, 6-0           |         |
| 29/10 | Stockholm        |         |             | Synthétique  | John McEnroe          |           | Mats Wilander    |           | 6-2, 3-6, 6-2           |         |
| 26/11 | Open d'Australie |         | $ 645 000   | Gazon        | Mats Wilander         |           | Kevin Curren     |           | 6-7, 6-4, 7-6, 6-2      | Tableau |
| 17/12 | Adélaïde         |         |             | Dur          | Peter Doohan          |           | Huub van Boeckel |           | 1-6, 6-1, 6-4           |         |
| 07/01 | Masters          |         | $ 400 000   | Synthétique  | John McEnroe          |           | Ivan Lendl       |           | 7-5, 6-0, 6-4           | Tableau |

## Classement final ATP 1984
| N° | Joueur           | Pays | Evolution     |
| -- | ---------------- | ---- | ------------- |
| 1  | John McEnroe     |      | en stagnation |
| 2  | Jimmy Connors    |      | +1            |
| 3  | Ivan Lendl       |      | −1            |
| 4  | Mats Wilander    |      | en stagnation |
| 5  | Andrés Gómez     |      | +9            |
| 6  | Anders Järryd    |      | +13           |
| 7  | Henrik Sundström |      | +16           |
| 8  | Pat Cash         |      | +30           |
| 9  | Eliot Teltscher  |      | +4            |
| 10 | Yannick Noah     |      | −5            |
| 11 | Joakim Nyström   |      | +16           |
| 12 | Aaron Krickstein |      | +82           |
| 13 | Johan Kriek      |      | +2            |
| 14 | Jimmy Arias      |      | −8            |
| 15 | Kevin Curren     |      | −6            |
| 16 | Tomáš Šmíd       |      | +1            |
| 17 | Vitas Gerulaitis |      | +3            |
| 18 | Gene Mayer       |      | −8            |
| 19 | Juan Aguilera    |      | +45           |
| 20 | Stefan Edberg    |      | +33           |